# 2009-es örmény labdarúgó-bajnokság (első osztály)
A 2009-es örmény labdarúgó-bajnokság első osztályának küzdelmei 2009. március 21-én kezdődtek és 2009. november 7-én értek véget. A Pjunik Jerevan csapata megvédte bajnoki címét.
A 2008-as szezonban nem volt kieső, így ugyanaz a nyolc csapat alkotta a pontvadászat mezőnyét, mint az előző idényben.

## A bajnokság rendszere
A részt vevő nyolc csapat tavaszi–őszi, kétszer oda-visszavágós rendszerben mérkőzik meg egymással, azaz minden csapat minden csapattal négy alkalommal játszik: kétszer pályaválasztóként, kétszer pedig idegenben. A pontvadászat győztese az örmény bajnok.
Az élvonalbeli pontvadászatot 2010-ben is nyolc csapat részvételével rendezik.

## Csapatok, stadionok, vezetőedzők
| Csapat     | Város   | Stadion                               | Befogad. | Vezetőedző          |
| ---------- | ------- | ------------------------------------- | -------- | ------------------- |
| Ararat     | Jereván | Abovjan városi stadion (ideiglenesen) | 5 500    | Arkadi Andreaszján  |
| Bananc     | Jereván | Nairi Stadion (ideiglenesen)          | 2 000    | Armen Gjulbudagjanc |
| Gandzaszar | Kapan   | Gandzaszar Stadion                    | 3 500    | Szlava Gabrieljan   |
| Kilikia    | Jereván | Hrazdan Stadion                       | 55 000   | Abraham Hasmanjan   |
| Mika       | Jereván | Mika Stadion                          | 8 000    | Szamvel Darbinjan   |
| Pjunik     | Jereván | Hanrapetakan Stadion                  | 15 000   | Vardan Minaszján    |
| Sirak      | Gjumri  | Gjumri városi stadion                 | 3 000    | Vardan Bicsahcsjan  |
| Ulisz      | Jereván | Mika Stadion (ideiglenesen)           | 8 000    | Szevada Arzumanjan  |

## A végeredmény
| #  | Csapat                 | M  | GY | D | V  | G+ – G– | GK  | P  | Megjegyzések                                   |
| -- | ---------------------- | -- | -- | - | -- | ------- | --- | -- | ---------------------------------------------- |
| 1. | Pjunik CV, K (B) (KGY) | 28 | 20 | 5 | 3  | 64–13   | +51 | 65 | 2010–2011-es Bajnokok Ligája – 2. selejtezőkör |
| 2. | Mika                   | 28 | 18 | 4 | 6  | 59–34   | +25 | 58 | 2010–2011-es Európa-liga – 2. selejtezőkör     |
| 3. | Ulisz                  | 28 | 16 | 5 | 7  | 47–25   | +22 | 53 | 2010–2011-es Európa-liga – 1. selejtezőkör     |
| 4. | Bananc                 | 28 | 13 | 5 | 10 | 40–29   | +11 | 44 | 2010–2011-es Európa-liga – 1. selejtezőkör     |
| 5. | Gandzaszar             | 28 | 12 | 2 | 14 | 32–47   | −15 | 38 |                                                |
| 6. | Sirak                  | 28 | 5  | 8 | 15 | 24–55   | −31 | 23 |                                                |
| 7. | Kilikia                | 28 | 5  | 5 | 18 | 22–51   | −29 | 20 |                                                |
| 8. | Ararat (K)             | 28 | 2  | 8 | 18 | 20–54   | −34 | 14 | Aradzsin humb                                  |

Forrás: Örmény Labdarúgó-szövetség (örményül) 
A rangsorolás alapszabályai: 1. összpontszám, 2. egymás elleni eredmények összpontszáma, 3. gólkülönbség, 4. szerzett gólok száma.
1A Pjunik nyerte 2009–2010-es örmény kupát, így a bajnoki ezüstérmes indulhat a 2010–2011-es Európa-liga 2. selejtezőkörében.
(B): Bajnokcsapat, (K): Kieső csapat, (F): Feljutó csapat, (I): Kupainduló, (R): A rájátszás győztese, (KGY): Kupagyőztes

## Kereszttábla

### A szezon első fele
| Hazai \ Vendég1 | ARA | BAN | GAN | KIL | MIK | PJU | SIR | ULI |
| Ararat          |     | 0–3 | 0–2 | 0–2 | 0–1 | 0–2 | 1–3 | 0–1 |
| Bananc          | 1–0 |     | 1–0 | 3–0 | 1–2 | 1–4 | 5–1 | 1–3 |
| Gandzaszar      | 1–0 | 2–1 |     | 1–0 | 0–2 | 0–4 | 2–1 | 1–2 |
| Kilikia         | 3–2 | 0–2 | 2–1 |     | 1–2 | 1–3 | 1–1 | 0–1 |
| Mika            | 2–0 | 2–3 | 2–0 | 2–1 |     | 2–2 | 3–2 | 0–0 |
| Pjunik          | 0–0 | 1–0 | 0–0 | 1–0 | 3–0 |     | 4–0 | 3–2 |
| Sirak           | 1–0 | 1–2 | 0–0 | 3–1 | 0–4 | 0–0 |     | 0–0 |
| Ulisz           | 3–0 | 0–1 | 5–0 | 1–0 | 1–2 | 0–3 | 3–0 |     |

Forrás: Örmény Labdarúgó-szövetség (örményül) 
1A hazai csapatok a bal oldali oszlopban szerepelnek.
Színek: Zöld = hazai győzelem; Sárga = döntetlen; Piros = vendéggyőzelem.
 

### A szezon második fele
| Hazai \ Vendég1 | ARA | BAN | GAN | KIL | MIK | PJU | SIR | ULI |
| Ararat          |     | 1–1 | 1–2 | 1–1 | 2–2 | 1–0 | 2–4 | 1–1 |
| Bananc          | 0–0 |     | 0–1 | 5–0 | 2–1 | 1–0 | 0–0 | 2–3 |
| Gandzaszar      | 2–3 | 1–2 |     | 4–1 | 3–1 | 0–2 | 4–1 | 0–3 |
| Kilikia         | 0–0 | 1–1 | 0–1 |     | 3–2 | 0–3 | 2–0 | 0–3 |
| Mika            | 5–1 | 3–1 | 3–1 | 2–1 |     | 2–0 | 7–0 | 2–0 |
| Pjunik          | 6–0 | 1–0 | 7–0 | 1–0 | 4–0 |     | 4–0 | 2–1 |
| Sirak           | 2–2 | 0–0 | 2–1 | 1–1 | 0–1 | 1–3 |     | 0–1 |
| Ulisz           | 3–2 | 1–0 | 1–2 | 4–0 | 2–2 | 1–1 | 1–0 |     |

Forrás: Örmény Labdarúgó-szövetség (örményül) 
1A hazai csapatok a bal oldali oszlopban szerepelnek.
Színek: Zöld = hazai győzelem; Sárga = döntetlen; Piros = vendéggyőzelem.
 

## A góllövőlista élmezőnye
Utolsó frissítés: 2009. november 7., forrás: Örmény Labdarúgó-szövetség (örményül)
15 gólos
- Artur Kocsarjan (Ulisz)

14 gólos
- Arszen Avetiszján (Gandzaszar)
- Boti Demel (Mika)

11 gólos
- Artjom Adamjan (Ulisz)
- Szamvel Melkonjan (Bananc)
- Henrik Mhitarjan (Pjunik)

10 gólos
- Albert Tadevoszjan (Pjunik)
- Aram Voszkanjan (Mika)

9 gólos
- Marcos Pizzelli (Pjunik)

8 gólos
- Andranik Barikjan (Sirak)

7 gólos
- Ulises Cano (Mika)
- Gevorg Gazarjan (Pjunik)
- Ara Hakobján (Mika)

## Külső hivatkozások
- A bajnokság hivatalos oldala az Örmény Labdarúgó-szövetség oldalán (örményül)
- Az örmény labdarúgó-bajnokság élvonalának adatlapja a soccerway.com-on (angolul)
- Az örmény labdarúgó-bajnokság élvonalának adatlapja az uefa.com-on (angolul)
- Az örmény labdarúgó-bajnokság élvonalának adatlapja az rsssf.com-on (angolul)